# Una luz en el corazón
Una luz en el corazón (título original, Afterglow) es una película de comedia dramática de 1997 dirigida y escrita por Alan Rudolph y protagonizada por Nick Nolte, Julie Christie, Lara Flynn Boyle y Jonny Lee Miller. Producida por Robert Altman, se rodó en Montreal.

## Sinopsis
Los infelices individuos que conforman dos fracasados matrimonios se involucran en relaciones extramaritales.

## Reparto
- Nick Nolte como Lucky Mann.
- Julie Christie como Phyllis Hart.
- Lara Flynn Boyle como Marianne Byron.
- Jonny Lee Miller como Jeffrey Byron.
- Jay Underwood como Donald Duncan.
- Domini Blythe como Helene Pelletier.
- Alan Fawcett como Jack Dana.
- Yves Corbeil como Bernard Ornay.
- Claudia Besso como Monica Bloom.
- Ellen David como Judy.

## Acogida de la crítica
La película recibió críticas positivas de los críticos y tiene un índice de aprobación del 76% en el sitio de revisión global Rotten Tomatoes , con un puntaje promedio de 6.83 de 10, basado en 33 reseñas recopiladas.

## Premios
Julie Christie fue nominada a Mejor Actriz en los Premios Oscar de 1997 por su papel. Ella ganó la mejor actriz en el Festival de San Sebastián . El elenco ganó el premio del jurado a la mejor actuación de conjunto en el Festival Internacional de Cine de Fort Lauderdale, y Nick Nolte ganó el premio al mejor actor en el mismo festival.